# Тавау
Тавау (ранее Тавао, Муаратавао) — город в Малайзии, в штате Сабах. Является административным центром области Тавау. Население — 381 736 чел. (по оценке 2010 года).

## География
Город расположен на северо-востоке острова Калимантан, недалеко от границы с Индонезией. С востока город омывается водами моря Сулавеси, на западе огорожен горами.
Площадь, занимаемая муниципалитетом, — 6125 км².

## Климат
Климат Тавау — экваториальный, влажный, с большим количеством осадков.
| Показатель                                                                    | Янв. | Фев. | Март | Апр. | Май | Июнь | Июль | Авг. | Сен. | Окт. | Нояб. | Дек. | Год  |
| ----------------------------------------------------------------------------- | ---- | ---- | ---- | ---- | --- | ---- | ---- | ---- | ---- | ---- | ----- | ---- | ---- |
| Средний суточный максимум, °C                                                 | 28   | 29   | 30   | 30   | 31  | 31   | 30   | 30   | 30   | 30   | 30    | 29   | 29,8 |
| Средний суточный минимум, °C                                                  | 23   | 22   | 23   | 23   | 22  | 22   | 22   | 22   | 22   | 22   | 23    | 23   | 22,4 |
| Норма осадков, мм                                                             | 146  | 117  | 119  | 124  | 161 | 180  | 187  | 200  | 173  | 182  | 176   | 164  | 1929 |
| Температура воды, °C                                                          | 28   | 28   | 28   | 29   | 30  | 29   | 29   | 29   | 29   | 29   | 29    | 29   | 28,8 |
| Источник: http://www.worldclimateguide.co.uk/climateguides/malaysia/tawau.php |      |      |      |      |     |      |      |      |      |      |       |      |      |

## Экономика
Основу экономики города составляет сельское хозяйства и связанные с ним отрасли производства. По данным на 1998 год, свыше 123 гектар в окрестностях города было приспособлено под сельскохозяйственную деятельность. Основными продуктами деятельности человека являются кокосовые орехи, пальмовое масло, какао и каучук.
Также большое значение в экономической жизни города имеет море. В городе есть морской порт. Местными рыбаками вылавливается большое количество рыбы, креветок и других морских организмов. Данные морепродукты идут не только на удовлетворение местного спроса, но и на экспорт — в Японию, Гонконг, США, Сингапур и в материковую часть Малайзии.
В Тавау развивается такая отрасль народного хозяйства, как аквакультура, то есть, выращивание различных видов съедобных морских животных и растений в специальных садках.

## Города-побратимы
- Чжанпин, КНР[6]